# Millennium (hop)
Millennium is een hopvariëteit, gebruikt voor het brouwen van bier.
Deze hopvariëteit is een "bitterhop", bij het bierbrouwen voornamelijk gebruikt voor zijn bittereigenschappen. Deze Amerikaanse variëteit werd gekweekt bij John I.Haas, Inc., breeding program in 1989 en op de markt gebracht in 2000. De variëteit is het resultaat van een kruising tussen de variëteiten Nugget en Columbus.

## Kenmerken
- Alfazuur: 15,5%
- Bètazuur: 4,8%
- Eigenschappen: profiel vergelijkbaar met de variëteiten Columbus en Nugget